# Кристиан, Роджер (кинорежиссёр)
Роджер Джон Кристиан (англ. Roger John Christian) (род. 25 февраля 1944) — британский художник-декоратор, художник-постановщик, арт-директор, сценарист, кинопродюсер и кинорежиссёр.
Он работал над такими фильмами, как «Оливер!» 1968 года, «Малер» 1974 года, «Чужой», «Житие Брайана по Монти Пайтону» (оба 1979 года), «Нострадамус» 1994 года, «Поле битвы: Земля» 2000 года, «Жуткие 13» 2013 года и тремя фильмами «Звёздных войн».
Роджер Кристиан также дважды номинировался на премию «Оскар» за лучшую работу художника-постановщика: за «Звёздные войны» 1977 года и «Чужого», и выиграл за «Звёздные войны».

## Фильмография
- Оливер! (1968)
- И скоро наступит тьма (1970)
- Четырнадцать (1973)
- Конечная программа (1973)
- Малер (1974)
- Эйкенфилд (1974)
- Лодка «Счастливая леди» (1975)
- Звёздные войны[a] (1977)
- Последний римейк Красавчика Жеста (1977)
- Чужой (1979)
- Житие Брайана по Монти Пайтону (1979)
- Black Angel (1980)
- Основание доллара (1981)
- Телепат (1982)
- Возвращение джедая[b] (1983)
- Starship (1984)
- Нострадамус (1994)
- Последний провод (1995)
- Тёмный мир (1996)
- Заговорщики (1997)
- Звёздные войны. Эпизод I: Скрытая угроза (1999)
- Поле битвы: Земля (2000)
- Моё первое приключение (2000)
- American Daylight (2004)
- Бандит (2004)
- Жуткие 13 (2013)
- Опасная интуиция (2013)
- В плену у космоса (2013)
- Riddle of the Black Cat (2013)
- Пленники солнца (2013)
- Иосиф и Мария (2016)
- Bear Clan Station (2016)
- The Panther and the Lamb (2022)
- Galaxy Built on Hope (2022)

## Награды и номинации
Роджер Кристиан был номинирован на премию «Оскар» в категории «Лучшая работа художника-постановщика», два раза:
- 1978 год — за «Звёздные войны[a]», вместе с Джоном Бэрри, Норманом Рейнольдсом и Лесли Дилли[3] (победа)[2]

- 1980 год — за «Чужого», вместе с Майклом Сеймуром, Дилли и Йаном Уиттакером (номинация)[4]

## Заметки
1. 1 2 3 4  Позже названные как «Звёздные войны. Эпизод IV: Новая надежда»
2. ↑  Позже названные как «Звёздные войны. Эпизод VI: Возвращение джедая»